# Mitrella pallaryi
Mitrella pallaryi is een slakkensoort uit de familie van de Columbellidae. De wetenschappelijke naam van de soort is voor het eerst geldig gepubliceerd in 1927 door Dautzenberg.